# Bärbel Struppert
Bärbel Struppert   (Jena, 26 de setembre de 1950), nascuda Schrickel, és una atleta alemanya, ja retirada, especialista en curses de velocitat, que va competir durant les dècades de 1960 i 1970 sota bandera de la República Democràtica Alemanya.
El 1972 va prendre part en els Jocs Olímpics d'Estiu de Múnic on, formant equip amb Evelyn Kaufer, Christina Heinich i Renate Stecher va guanyar la medalla de plata en la prova del 4x100 metres del programa d'atletisme.
En el seu palmarès també destaquen quatre campionats nacionals dels 4x100 metres, el de 1967, 1969, 1971 i 1973.

## Millors marques
- 100 metres. 11,1" (1972)[1][3]